# Baztán
Baztán (em castelhano) ou Baztan (em basco) é um município da Espanha na província e comunidade foral (autónoma) de Navarra. Tem 373,55 km² de área e em 2021 tinha 7 863 habitantes (densidade: 21 hab./km²).

## Demografia
| Variação demográfica do município entre 1991 e 2004 | Variação demográfica do município entre 1991 e 2004 | Variação demográfica do município entre 1991 e 2004 | Variação demográfica do município entre 1991 e 2004 |
| --------------------------------------------------- | --------------------------------------------------- | --------------------------------------------------- | --------------------------------------------------- |
| 1991                                                | 1996                                                | 2001                                                | 2004                                                |
| 7959                                                | 7806                                                | 7501                                                | 7707                                                |